# Eustathe Argyre (général)
Pour les articles homonymes, voir Argyre.
Eustathe Argyre (en grec : Εὐστάθιος Ἀργυρός ; mort vers 910) est un aristocrate byzantin et l'un des généraux les plus importants lors du règne de Léon VI le Sage (886-912). C'est le premier membre de la famille Argyre à atteindre des fonctions importantes. Il combat avec succès les Arabes en Orient, avant de tomber en disgrâce vers 907, ce qui est peut-être en lien avec la fuite d'Andronic Doukas chez les Arabes. Il ne tarde pas à retrouver la confiance de l'empereur et il est nommé stratège (gouverneur) de Charsianon. Là, il supervise la présence de seigneurs arméniens aux marges de l'empire, qu'ils protègent contre les Arabes. Par la suite, il est promu chef de la garde impériale mais tombe de nouveau en disgrâce et meurt empoisonné (probablement un suicide) alors qu'il se dirige vers ses propriétés.

## Biographie
Eustathe Argyre est le fils du tourmarque Léon Argyre, le fondateur de la famille noble des Argyre,.
Rien n'est connu de sa vie avant le tournant du Xe siècle, bien qu'il puisse avoir été au service de l'empire dès 866, quand un individu à la même identité est mentionné comme protostrator du césar Bardas, quand ce dernier est tué le 21 avril,. Les historiens byzantins sont généralement dithyrambiques à propos d'Eustathe Argyre, célébrant son intelligence, sa bravoure, sa prudence et sa justesse. Ils considèrent que c'est le meilleur général de Léon VI, aux côtés d'Andronic Doukas. Les historiens spécialisés en prosopographie, Jean-Claude Cheynet et Jean-François Vannier, estiment qu'il est à l'origine de la montée en puissance de sa famille.
C'est à partir de 904 qu'Eustathe Argyre apparaît dans les sources. Selon Théophane Continué, il a alors atteint le rang de patrice et d’hypostrategos du thème des Anatoliques. La signification du terme hypostrategos reste débattue. Normalement, il désigne le commandant en second du stratège, mais Vannier suggère qu'en raison de son titre élevé de patrice, Argyre est en fait le stratège du thème,. Théophane Continué met ensuite en avant les exploits d'Eustathe Argyre et mentionne qu'il a remporté plusieurs succès contre les Arabes en Orient. C'est très probablement une référence à la grande victoire byzantine contre les Arabes de Tarse et de Mopsueste à Germanicée, en décembre 904, sous le commandement d'Andronic Doukas,. Par la suite, il tombe en disgrâce et doit s'exiler. Bien qu'aucune raison ne soit précisée quant aux raisons de cet exil, les historiens modernes considèrent qu'il est lié à la rébellion avortée puis à la fuite d'Andronic Doukas en 906-907. Eustathe ne tarde pas à retrouver la confiance de l'empereur. Si son exil est lié aux errements d'Andronic Doukas, cela intervient probablement en 907-908, quand Constantin, le fils d'Andronic, revient à Constantinople où il est pardonné par l'empereur Léon,.
Eustathe Argyre est nommé stratège du thème frontalier de Charsianon, ce qui est un poste moins prestigieux que celui des Anatoliques qu'il a détenu auparavant. Toutefois, la famille Argyre a des liens importants dans la région, dont elle est originaire. Là, il bénéficie du retour au service de l'empereur de plusieurs seigneurs arméniens, dont Mélias, les trois frères Baasakios, Krigorikios et Pazounès, et Ismaël, qui se sont établis aux marges orientales de l'Empire,. Parmi eux, Mélias devient le fondateur du thème de Lykandos et l'un des principaux chefs byzantins dans les guerres contre les Arabes des trente années à venir.
À la fin de l'année 908, Eustathe Argyre est promu au rang de magistros, la plus haute dignité palatine accessible à quelqu'un qui n'est pas membre de la famille impériale, ainsi qu'au poste de drongaire de la garde, c'est-à-dire de commandant de la garde impériale. Il est remplacé comme stratège de Charsianon par Constantin Doukas,. À peu près un an plus tard, il est de nouveau suspecté par Léon et reçoit l'ordre de rentrer sur les terres de sa famille dans le Charsianon. De nouveau, la raison de cette perte d'estime est inconnue. Cependant, Cheynet et Vannier considèrent que c'est le résultat du manque de fiabilité des seigneurs arméniens qu'il a accueillis dans l'empire. Durant le trajet, il meurt après avoir pris du poison servi par un de ses servants. Il est d'abord enterré à Spyni, le sommet du mont Aran. Si l'historien Romilly James Heald Jenkins a suggéré que cet empoisonnement serait le fait d'un agent de Samonas, l'influent eunuque de la cour, il s'agirait plus probablement d'un suicide. Ses deux fils, Pothos et Léon, qui servent au sein du palais impérial comme manglabites, s'arrangent pour que le corps de leur père soit enterré au monastère Sainte-Élisabeth, fondé par le père d'Eustathe,.